# Fort Bliss
Fort Bliss is een legerbasis en plaats (census-designated place) in de Amerikaanse staat Texas en valt bestuurlijk gezien onder El Paso County.

## Demografie
Bij de volkstelling in 2000 werd het aantal inwoners vastgesteld op 8264.

## Geografie
Volgens het United States Census Bureau beslaat de plaats een oppervlakte van
16,0 km², geheel bestaande uit land.

## Plaatsen in de nabije omgeving
De onderstaande figuur toont nabijgelegen plaatsen in een straal van 24 km rond Fort Bliss.

## Fotogalerij

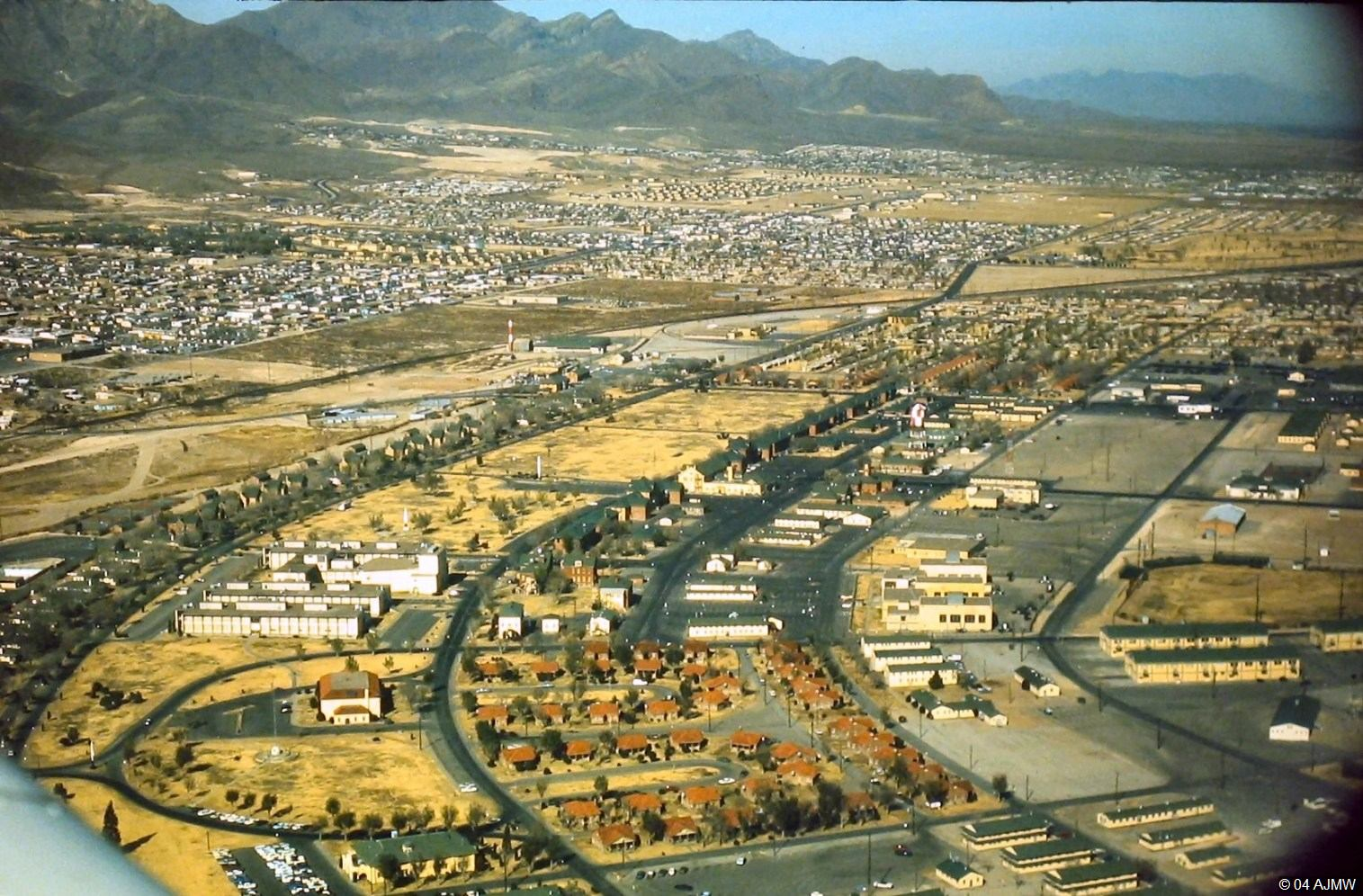
Luchtfoto van Fort Bliss 1968 (in noordelijke richting met Franklin Mountains en N-El Paso in de achtergrond).
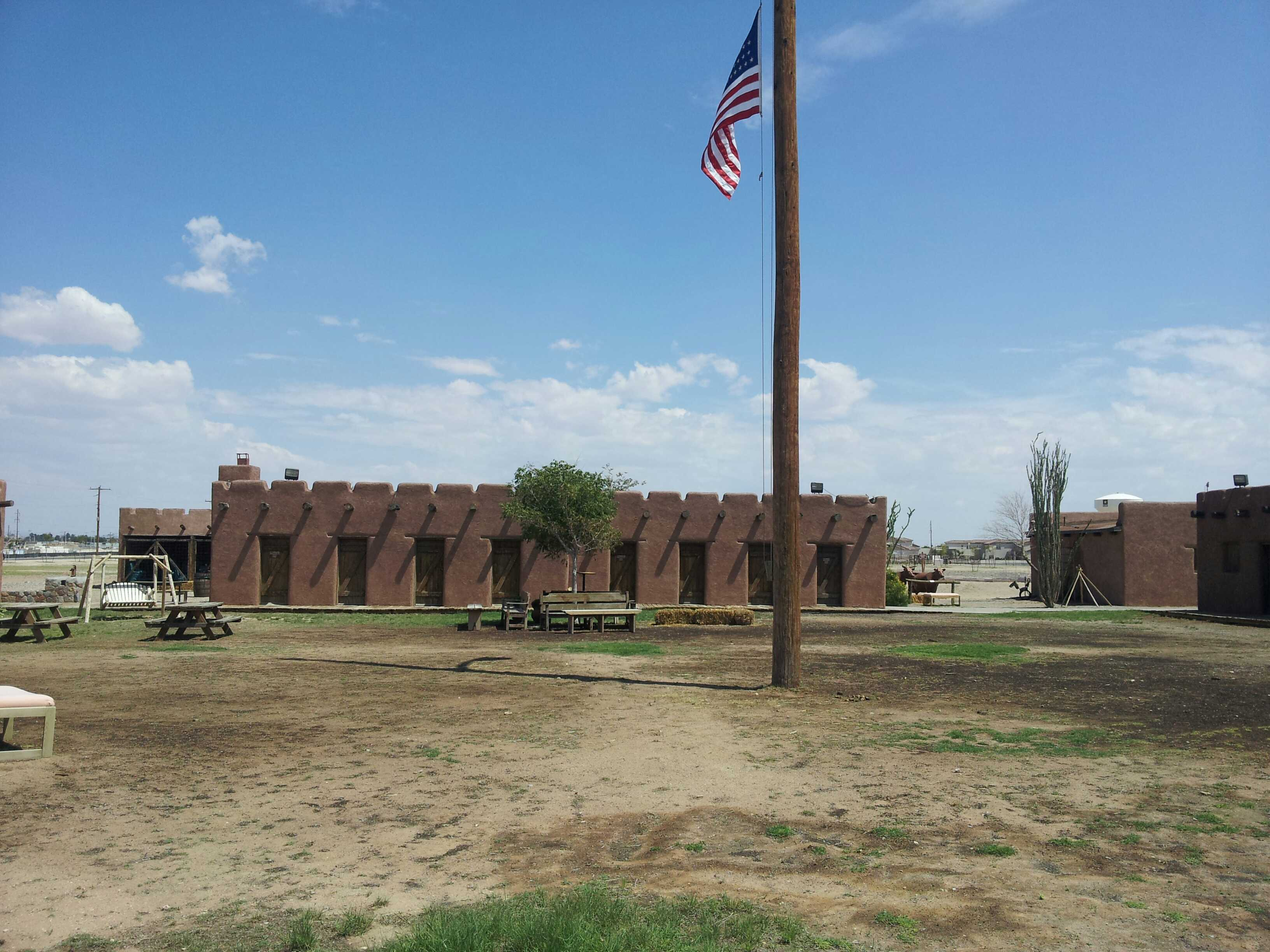
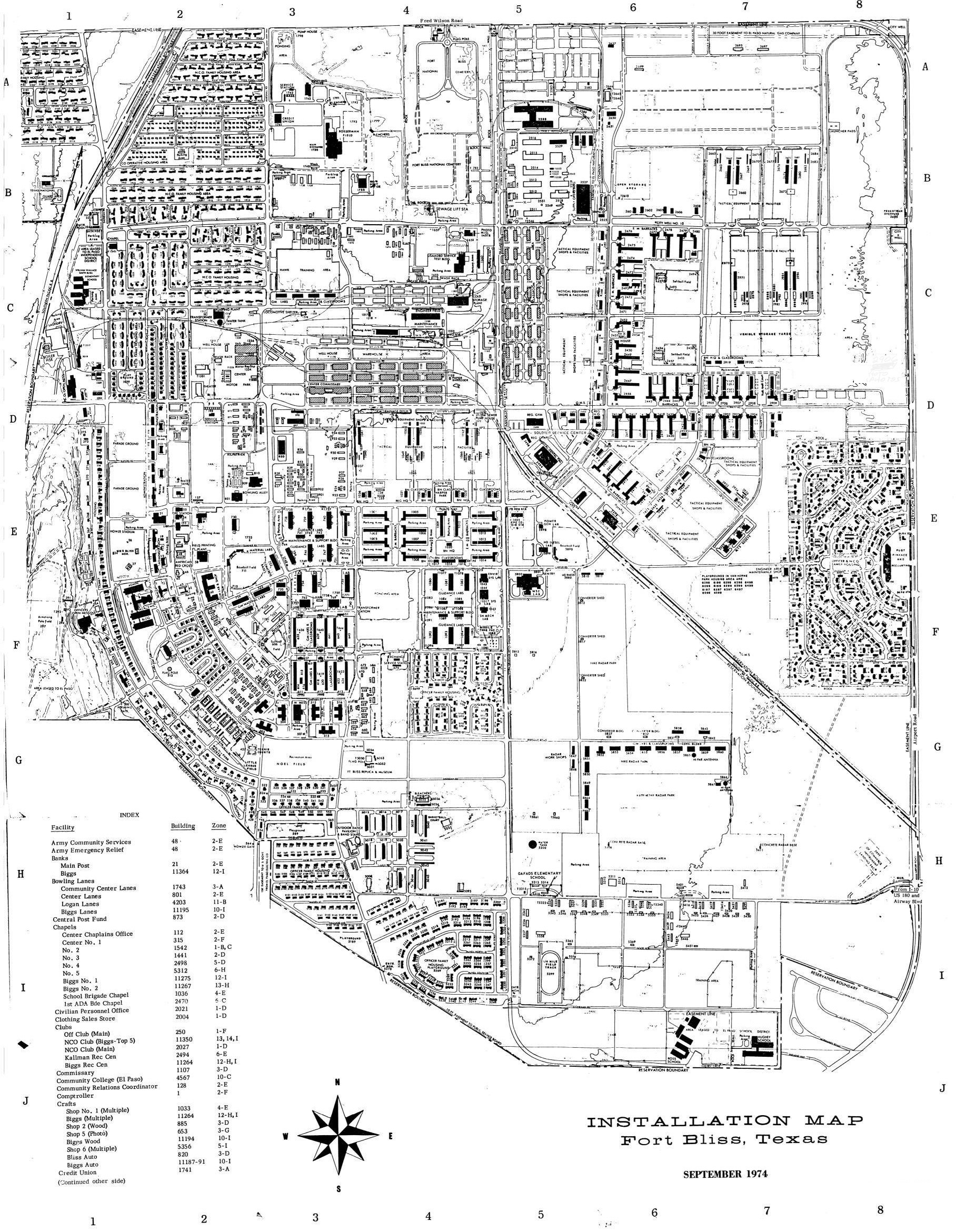
Fort Bliss facility map 1974